# ۱۰۵ (میلادی)
۱۰۵ (میلادی) صد  و پنجمین سال تقویم میلادی است.

## درگذشتگان
‎